# Escorpí cec

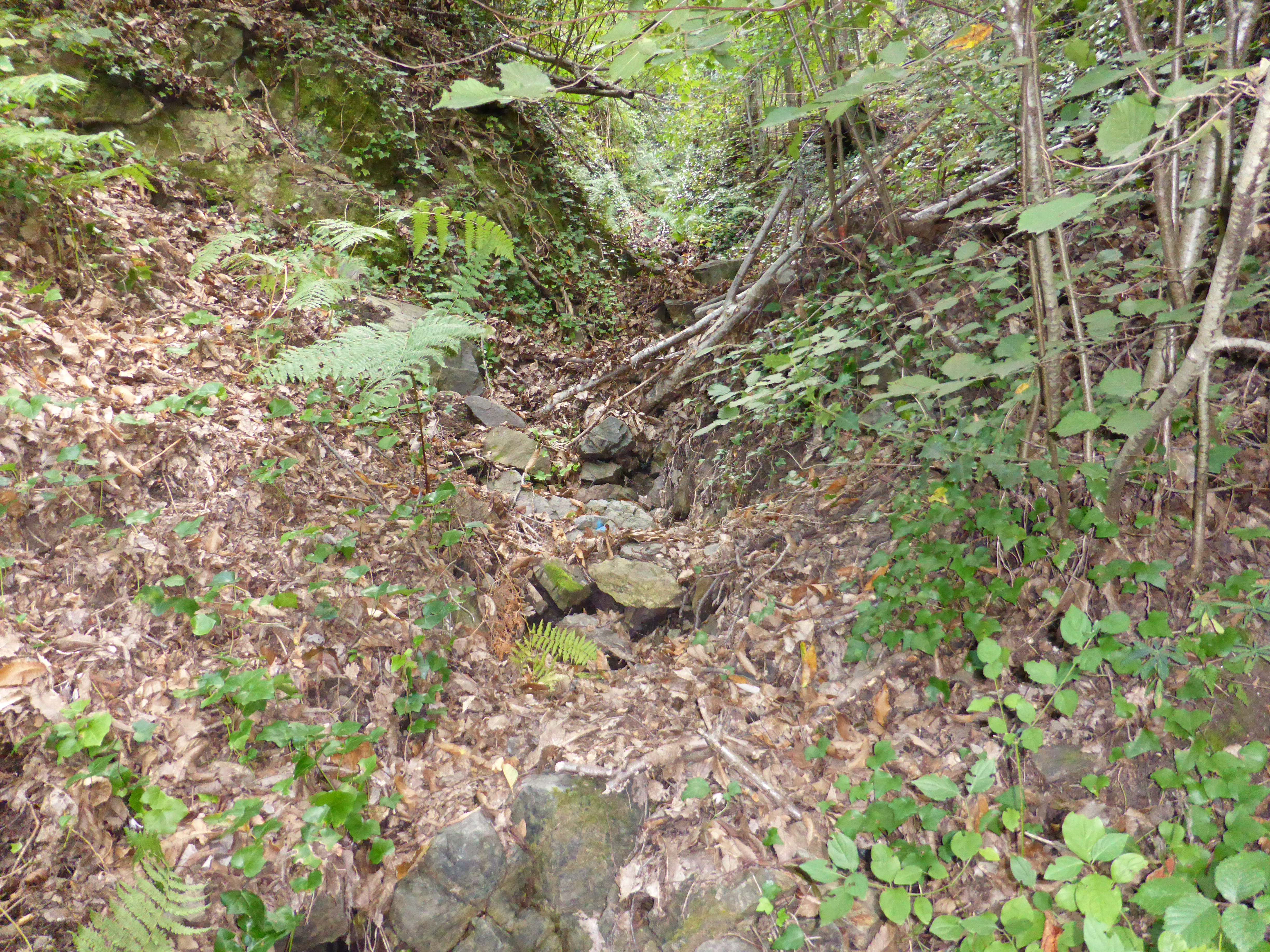
Hàbitat típic del Belisarius xambeui

L'escorpí cec (Belisarius xambeui) és un escorpí endèmic dels Pirineus, que es troba a ambdues bandes dels Pirineus entre els 650 i els 1.500 m d'altitud. Pertany a la família Troglotayosicidae, i és l'única espècie del gènere Belisarius.

Es distribueix a banda i banda del pirineu català, però especialment a les comarques d'Osona, el Ripollès i la Garrotxa, on habita les coves i el medi subterrani superficial dels boscos molt humits, com per exemple la fageda de la Grevolosa i la Fageda d'en Jordà. L'àrea de distribució restringida i l'alteració del seu hàbitat fan que la seva supervivència a curt termini sigui poc probable sense mesures de conservació.
Es tracta de l'únic escorpí d'Europa mancat d'ulls. Presenta un escàs dimorfisme sexual, i com és habitual en animals que viuen en entorns amb poca llum, posseeix una baixa pigmentació. Pot mesurar fins a 40 mm. El gènere va ser anomenat en honor del general romà d'Orient Belisari, a qui segons la llegenda l'emperador Justinià deixà cec per deslleialtat, mentre que l'espècie ho va ser en honor del naturalista Vincent Xambeu, que en feu el descobriment al Canigó el 1879.